# Aileen Riggin
Aileen Riggin (Newport, 2 mei 1906 - Honolulu, 19 oktober 2002) was een Amerikaanse schoonspringster. Zij nam deel aan de Olympische Zomerspelen van 1920 en was de jongste vrouwelijke medaillewinnaar op deze Spelen.

## Biografie
Aileen Riggin was een van de Amerikaanse deelnemers aan de Olympische Zomerspelen van 1920. Binnen de discipline van de schoonspringen op deze Zomerspelen nam zij deel aan het onderdeel van de springplank en het hoogduiken. Zij behaalde daar de gouden medaille op 14-jarige leeftijd, wat haar de jongste vrouwelijke medaillewinnaar maakte op deze editie van de Olympische Zomerspelen. Vier jaar later won Riggin op de Olympische Zomerspelen van 1924 een zilveren medaille op de springplank en een bronzen medaille in het zwemmen, op de 100 m rugslag.
Riggin stierf in 2002. Ze was waarschijnlijk de langst overlevende deelnemende atlete van de Olympische Zomerspelen van 1920.

### Olympische Zomerspelen
| Jaar | Plaats    | Discipline     | Onderdeel     | Resultaat |
| ---- | --------- | -------------- | ------------- | --------- |
| 1920 | Antwerpen | schoonspringen | springplank   | Goud      |
| 1920 | Antwerpen | schoonspringen | hoogduiken    | 5e        |
| 1924 | Parijs    | schoonspringen | springplank   | Zilver    |
| 1924 | Parijs    | zwemmen        | 100 m rugslag | Brons     |

- Bibliothèque nationale de France: cb16635600h (data)
- International Standard Name Identifier: 0000 0004 5098 7376
- Virtual International Authority File: 316737918